# Augustín Doležal
Augustín Doležal (27. března 1737 Skalica – 21. března 1802 Sučany) byl slovenský evangelický kněz, básník a pedagog.

## Život
Narodil se v měšťansko – řemeslnické rodině ve Skalici (tehdy v Čechách známé pod názvem Uherská Skalice). Jeho strýc evangelický farář Pavel Doležal byl slovenský jazykovědec. Augustín Doležal studoval v Necpalech, Kremnici, Banské Bystrici, Modre, Bratislavě. V letech 1761–1762 studoval teologii a filozofii na Altfordské univerzitě. Od roku 1762 působil jako rektor školy v Necpalech, od roku 1762 byl evangelickým kazatelem, nejdříve v Hybe a od roku 1783 v Sučanech.

## Tvorba
Literárně začal působit v Altdorfu, pod vlivem osvícenských názorů. Věnoval se psaní příležitostných latinských básní a slavnostních projevů. Publikoval články v časopise Staré noviny literního umění. Jeho díla mají často náboženský charakter. Věnuje se v nich palčivým tématům teologie (dobro a zlo ve světě, víra a nevěra, boží laskavost a trest za hřích, nerovnost muže a ženy a jiné). Jeho tvorba měla dát lidem něco náročnější na uvažování, než jen náboženské písně a modlitby. Ve svém díle vyzdvihl zejména osobní svobodu a úsilí o zlepšování podmínek lidského života. Řešil mnohé problémy lidí té doby.

## Dílo
- 1781 – Veselost rolí boží hybské pod rakouským skřivánkem, oslavná báseň pri príležitosti vydání Toleračního patentu
- 1791 – Pamětná celému světu tragoedia, veršovaná náboženská rozprava o Adamovi a Evě a jejich synovi